# Stadttempel
Stadttempel ((dansk) bytempel eller bysynagoge) er den primære synagoge i Wien, Østrig. Den er beliggende i 1. bezirk (Innere Stadt), på Seitenstettengasse 4.
Synagogen blev konstrueret fra 1825 til 1826 af wienerarkitekten Joseph Kornhäusel i en neo-klassistisk stil. Det luxuriøse Stadttempel blev passet ind mellem husblokkene og dermed gemt fra direkte udsyn fra gaden. Dette skyldes en forordning udstedt af kejser Joseph II, hvori kun katolske helligdomme var tilladt en direkte tilgang fra gaderne. Denne placering redede rent faktisk synagogen fra total destruktion under Krystalnatten i november 1938, da nazisterne var bange for at hele blokken ville gå op i flammer. De andre 93 synagoger og jødiske bedehuse i Wien blev hårdt skadede eller totalt ødelagt. I august 1981 døde to mennesker efter at arabiske terrorister havde smidt håndgranater på synagogen. I dag er synagogen det primære tempel for det jødiske trossamfund i Wien med omkring 7.000 medlemmer.
48°12′42″N 16°22′28″Ø / 48.21167°N 16.37444°Ø